# 2016年夏季殘疾人奧林匹克運動會坐式排球比賽
2016年夏季帕拉林匹克運動會的坐式排球比賽在9月9日至18日於里約中心6號館舉行。本項目分為男子及女子，共產生2面金牌。

## 比賽分級
坐式排球能夠讓大部份殘障運動員參加，除了視覺及身材短小的殘障。本項目有2個分級，分別是殘障（D級）及最低限度殘障（MD級）。
- D級：運動員的殘障對於球場上的活動較MD級運動員有更大影響，例如進行膝上截肢的運動員。
- MD級：運動員主要是腳踝或膝蓋有顯著受傷，例如進行膝下截肢的運動員。

## 比賽規則
- 比賽場地長度為10公尺、闊度為6公尺。男子網高為1.15米，女子則為1.05米。
- 比賽的規則與奧運會的排球比賽相似，只是比賽期間，肩膀至臀部之間最少要有一部份必須與球場保持接觸。
- 每支隊伍由12名運動員組成，而比賽時會有6名運動員在場上，並有6名替補運動員。此外，場內最多只能夠有1名運動員為MD級，其他必須為D級。
- 詳細的規則可參考World ParaVolley的最新規則[2]。

## 參賽資格
每個國家最多能夠有1支男子及1支女子隊伍參加本項目，每支隊伍最多由6位合資格的運動員組成。運動員需要獲得「確認」或「複審」（複審日期為2016年12月31日之後）的分級認證，以及在2014年1月1日至2016年3月31日曾才能獲得參賽資格。

### 男子
| 資格賽                       | 日期                 | 地點             | 詳細 | 名額 | 獲得資格國家                              |
| ---------------------------- | -------------------- | ---------------- | --- | ---- | ----------------------------------------- |
| 主辦國                       | 2009年10月2日        | 丹麦哥本哈根     | 主辦國直接獲得參賽資格。 如果主辦國在下列比賽獲得資格，該名額將會依排名遞補。                                                                                    | 1    | 巴西（BRA）                               |
| 2014年坐式排球世界錦標賽     | 2014年6月15日至21日  | 波蘭埃爾布隆格   | 比賽首2名獲得參賽資格。 | 2    | 波斯尼亚和黑塞哥维那（BIH） · 伊朗（IRI） |
| 2014年亞洲殘疾人運動會       | 2014年10月18日至24日 | 仁川             | 每區域比賽冠軍獲得資格。 如果該國家在2014年坐式排球世界錦標賽已獲得資格，該名額將會依排名遞補。 如果該區域沒有舉行比賽，該名額將會給予2016年坐式排球洲際資格賽。 | 1    | 中国（CHN）                               |
| 2015年坐式排球非洲錦標賽     | 2015年7月23日至28日  | 卢旺达吉佳利     | 每區域比賽冠軍獲得資格。 如果該國家在2014年坐式排球世界錦標賽已獲得資格，該名額將會依排名遞補。 如果該區域沒有舉行比賽，該名額將會給予2016年坐式排球洲際資格賽。 | 1    | 埃及（EGY）                               |
| 2015年泛美殘障運動會         | 2015年8月8日至14日   | 加拿大多倫多     | 每區域比賽冠軍獲得資格。 如果該國家在2014年坐式排球世界錦標賽已獲得資格，該名額將會依排名遞補。 如果該區域沒有舉行比賽，該名額將會給予2016年坐式排球洲際資格賽。 | 1    | 美国（USA）                               |
| 2015年男子坐式排球歐洲錦標賽 | 2015年10月2日至8日   | 德国瓦倫多夫     | 每區域比賽冠軍獲得資格。 如果該國家在2014年坐式排球世界錦標賽已獲得資格，該名額將會依排名遞補。 如果該區域沒有舉行比賽，該名額將會給予2016年坐式排球洲際資格賽。 | 1    | 德国（GER）                               |
| 2016年坐式排球洲際資格賽     | 2016年3月17日至23日  | 中国湖州市安吉縣 | 比賽冠軍獲得參賽名額。 如果洲際資格賽沒有舉行，名額將會由2014年坐式排球世界錦標賽補上，依名次遞補。                                                              | 1    | 俄罗斯（RUS） · 乌克兰（UKR）             |
| 總計                         |                      |                  | | 8    |                                           |

### 女子
| 資格賽                       | 日期                 | 地點                   | 詳細 | 名額 | 獲得資格國家                |
| ---------------------------- | -------------------- | ---------------------- | --- | ---- | --------------------------- |
| 主辦國                       | 2009年10月2日        | 丹麦哥本哈根           | 主辦國直接獲得參賽資格。 如果主辦國在下列比賽獲得資格，該名額將會順延至下個最高排名國家。                                                                      | 1    | 巴西（BRA）                 |
| 2014年坐式排球世界錦標賽     | 2014年6月15日至21日  | 波蘭埃爾布隆格         | 比賽首2名獲得參賽資格。 | 2    | 中国（CHN） · 美国（USA）   |
| 2014年亞洲殘疾人運動會       | 2014年10月18日至24日 | 仁川                   | 每區域比賽冠軍獲得資格。 如果該國家在2014年坐式排球世界錦標賽已獲得資格，該名額將會依排名遞補。 如果該區域沒有舉行比賽，該名額將會給予2016年坐式排球洲際比賽。 | 1    | 伊朗（IRI）                 |
| 2015年坐式排球非洲錦標賽     | 2015年7月23日至28日  | 卢旺达吉佳利           | 每區域比賽冠軍獲得資格。 如果該國家在2014年坐式排球世界錦標賽已獲得資格，該名額將會依排名遞補。 如果該區域沒有舉行比賽，該名額將會給予2016年坐式排球洲際比賽。 | 1    | 卢旺达（RWA）               |
| 2015年泛美殘障運動會         | 2015年8月8日至14日   | 加拿大多倫多           | 每區域比賽冠軍獲得資格。 如果該國家在2014年坐式排球世界錦標賽已獲得資格，該名額將會依排名遞補。 如果該區域沒有舉行比賽，該名額將會給予2016年坐式排球洲際比賽。 | 1    | 加拿大（CAN）               |
| 2015年女子坐式排球歐洲錦標賽 | 2015年11月10日至14日 | 斯洛維尼亞波德切特泰克 | 每區域比賽冠軍獲得資格。 如果該國家在2014年坐式排球世界錦標賽已獲得資格，該名額將會依排名遞補。 如果該區域沒有舉行比賽，該名額將會給予2016年坐式排球洲際比賽。 | 1    | 乌克兰（UKR）               |
| 2016年坐式排球洲際資格賽     | 2016年3月17日至23日  | 中国湖州市安吉縣       | 比賽冠軍獲得參賽名額。 如果洲際資格賽沒有舉行，名額將會由2014年坐式排球世界錦標賽補上，依名次遞補。                                                            | 1    | 俄罗斯（RUS） · 荷兰（NED） |
| 總計                         |                      |                        | | 8    |                             |

## 時間表
| ● | 預賽 | ● | 決賽 |

| 9月  | 7日 週三 | 8日 週四 | 9日 週五 | 10日 週六 | 11日 週日 | 12日 週一 | 13日 週二 | 14日 週三 | 15日 週四 | 16日 週五 | 17日 週六 | 18日 週日 |
| ---- | -------- | -------- | -------- | --------- | --------- | --------- | --------- | --------- | --------- | --------- | --------- | --------- |
| 男子 |          |          | ●        | ●         | ●         | ●         | ●         | ●         |           | ●         |           | ●         |
| 女子 |          |          | ●        | ●         | ●         | ●         | ●         | ●         | ●         |           | ●         |           |

## 獎牌得主
| 項目          | 金牌 | 银牌                 | 铜牌 |
| 男子 （詳細） | 伊朗 | 波斯尼亚和黑塞哥维那 | 埃及 |
| 女子 （詳細） | 美国 | 中国                 | 巴西 |

## 外部連結
- 官方网站（葡萄牙文）（英文）（西班牙文）（法文）
- World ParaVolley（英文）